# Moon Taxi
Moon Taxi sono un gruppo indie-alternative rock statunitense formatosi a Nashville, Tennessee nel 2006. Laband è composta da Trevor Terndrup (voce, chitarra), Tommy Putnam (basso), Spencer Thomson (chitarra, programmazione), Tyler Ritter (batteria) e Wes Bailey (suono).
La band ha pubblicato cinque album di studio: Melodica, Cabaret, Mountains Beaches Cities, Daybreaker e Let the Record Play. I Moon Taxi hanno firmato con la RCA Records nel 2017.
I Moon Taxi sono apparsi nel programma The Late Show con David Letterman, e più di recente Late Night with Seth Meyers.

## Discografia
- 2007 – Melodica
- 2008 – Live Ride
- 2012 – Cabaret
- 2013 – Mountains Beaches Cities
- 2015 – Daybreaker
- 2018 – Let The Record Play